# أناتولي زلينكو
أناتولي زلينكو (2 يونيو 1938 - 1 مارس 2021) دبلوماسي أوكراني. شغل منصب أول وزير خارجية أوكرانيا من 1990 إلى 1994، ومرة أخرى من 2000 إلى 2003. كان زلينكو في السابق الممثل الدائم لأوكرانيا لدى الأمم المتحدة من 1994 إلى 1997.

## النشأة والوظيفة
ولد في 2 يونيو 1938، في قرية ستافيش في كييف أوبلاست، وتخرج زلينكو من كلية التعدين في كييف في عام 1959، وأصبح خبيرًا في التعدين في منجم «ماكسيميفكا-بولوغا» الواقع في كادييفكا (في ذلك الوقت كانت المدينة تسمى سيرهو / سيرجو). في عام 1967 تخرج زلينكو من جامعة كييف وأصبح لاحقًا ملحقًا دبلوماسيًا لوزارة الشؤون الخارجية في الاتحاد السوفيتي.
في عام 1973 أصبح زلينكو موظفًا في الأمانة العامة لليونسكو في باريس. أصبح فيما بعد الممثل الدائم لاتحاد الجمهوريات الاشتراكية السوفياتية لدى اليونسكو في أكتوبر من عام 1983. وفي أبريل من عام 1987 أصبح نائبًا لوزير خارجية أوكرانيا ثم أصبح بعد ذلك النائب الأول لمدة عام بين يوليو 1989 ويوليو من عام 1990.

## وزارة الخارجية
في عام 1990 أصبح زلينكو أول وزير خارجية لأوكرانيا المستقلة حديثًا. عزز بقوة علاقات أوكرانيا مع أوروبا الغربية. في مقابلة عام 1990 قال زلينكو: «لقد ربطنا التاريخ المشترك القائم منذ ألف عام والتقارب الثقافي واللغوي والأيديولوجي العميق بيننا وبين بولندا المجاورة. المناطق الغربية من أوكرانيا والمقاطعات الشرقية من بولندا... متشابهة في تكوين السكان والاقتصاد... حدودنا مع تشيكوسلوفاكيا والمجر ورومانيا أقصر من تلك مع بولندا. ولكن هناك أيضًا تأثيرات عرقية... وروابط اقتصادية وتجارية وزواج مختلط ومياه نهر الدانوب المشتركة...».
انتهت ولايته الأولى في سبتمبر 1994 وأصبح الممثل الدائم لأوكرانيا لدى الأمم المتحدة حتى سبتمبر 1997، ثم عمل بعد ذلك كسفير لأوكرانيا في فرنسا حتى عام 2000، وبهذه الصفة عاد إلى منصبه السابق كممثل لأوكرانيا إلى اليونسكو، في نوفمبر 1998 تم تعيينه سفيرا لأوكرانيا في البرتغال. عاد بعد ذلك إلى منصبه كوزير للخارجية حتى تقاعد عام 2003.
في عام 2010 تم تعيين زلينكو عميدًا لكلية العلاقات الدولية في جامعة كييف السلافية.